# Colegiul Național „Spiru Haret” din București
Colegiul Național Spiru Haret (în trecut Liceul Spiru Haret) este un liceu de prestigiu din centrul Bucureștiului. Liceul poartă numele profesorului Spiru Haret, care a întemeiat predarea în limba română la Colegiul Sfântul Sava.

## Istoric
Înființat în 1913, ca gimnaziu, a devenit liceu în anul 1920. 
"Monitorul Oficial nr. 10, 14 ianuarie 1860, Eforia Instrucțiunii Publice face sa apară următorul anunț: "Se dă în cunoștința publicului că luni, în 18 Ianuarie curinte, la ora 10 dimineața se va celebra deschiderea noului gimnaziu, al lui Lazăr, în casele D-lui Gh. Macescu de la Jignita, Coloarea Roșie, No.35. Director, I. MAIORESCU"
La data de 5 septembrie 1913, clasele „divizionare” din Liceul „Matei Basarab” se mută într-o clădire din Strada Brătianu la nr. 1, cu personal administrativ, conducere și arhivă proprii, este considerată data  la care a luat naștere o nouă școală ce va lua numele de ”Spiru Haret”.
„În fruntea grupului  de cadre didactice a fost Ștefan V. Nanul, fost student al lui Titu Maiorescu și doctor în lingvistică, cu o teză privind vocabularul istroromân, editată la Leipzig. Acesta a fost director al liceului în două perioade 1913-1920 și 1926-1928 între timp funcționând la Ministerul Instrucțiunii, inițial ca Director general, apoi ca Secretar general.
”Grupul prof. dr. Ștefan V. Nanul” cuprinde o serie de nume reprezentative:
Nicolae Moisescu – licențiat al Facultății de Științe din București, fost asistent universitar la Institutul de fiziologie animală și la cel de Botanică.
Constantin Moisil – student al lui Nicolae Iorga la București, doctor în Litere și Filozofie la Cluj, creator al școlii numismatice românești, membru corespondent al Academiei
Nicodem Locusteanu – licențiat în ”Litere” și ”Drept” (Universitatea București),profesor de limba latină,  editor al unor cărți premiate de Academia Română, fost Subdirector general în Ministerul Instrucțiunii
Dimitrie Papadopol – absolvent al Universității din Berlin, profesor de franceză și germană, fost inspector școlar, director al liceului în perioada funcționării lui Șt. Nanul la minister
Iosif Frollo – licențiat în ”Litere” (București), profesor de limba franceză timp de trei decenii, memoriile lui constituind un veritabil izvor istoric al imaginarului spirist.
În urma unui al doilea memoriu al directorului Ștefan V. Nanul adresat Ministerului de resort, acesta își dă acordul și școala se va numi de la 1 aprilie 1916, Gimnaziul ”Spiru Haret”.”
După Unirea de la 1918 sporește numărul claselor de liceu. Profesorii care se refugiaseră în Moldova revin la ”Spiru Haret”. Își înscriu fii în clasele deja existente. Un exemplu este cel al profesorului de istorie Constantin Moisil și al fiului său Grigore, inclus în colectivul clasei a treia de liceu (azi, clasa a VII a).
La 12 decembrie 1918, din inițiativa directorului Nanul, se organizaează prima serbare în cinstea Sf. Ierarh Spiridon, patronul școlii, tradiție ce se păstrează și azi sub numele ”Ziua Absolventului”.
În anul 1919, odată cu înființarea clasei a VII a, școala cere, printr-un raport adresat ministerului: ”… să binevoiți a ne acorda deosebita onoare de a lega școala noastră de numele aceluia, care a pus temelia învățământului nostru secundar: ”Liceul Spiru Haret” ar fi pentru noi o slabă dovadă de multă recunoștință ce-i purtăm, dar  ar constitui pentru noi crezul pe care-l mărturisim și îndemnul la muncă dreaptă în ogorul culturii neamului” (Din ”Monografia Liceului  Spiru Haret”, 1933 ). În 1920, prin decret regal, școlii i se recunoaște titlul de ”Liceul Spiru Haret”.
În luna decembrie a anului 1923 la catedra de Limba Română este transferat prof. Vasile V. Haneș, doctor în ”Litere” și licențiat în ”Drept”. Acesta , împreună cu elevii din ultima clasă liceală (printre care Nelu Ciorănescu, poet și nuvelist, Emil Ștefănescu, rezolvitor de exerciții și probleme matematice) realizează primul număr din seria I a revistei școlare ”Vlăstarul”. Despre aceasta George Călinescu scrie în amplul său tom de istorie literară: ”Obiceiul de a scoate reviste colegiene l-a dat capitala însăși, unde printre cele mai rezistente se poate cita Vlăstarul, revista liceului Spiru Haret, ajunsă în 1931 în anul VIII”.

În data de 16 octombrie 1927 este inaugurată clădirea nouă a liceului, construită cu capital adunat și de la asociația părinților elevilor. În spațiul educațional cel nou își desfășoară orele de curs clase de Real și Modern. Printre profesori îl putem aminti pe Dan Barbilian, iar printre elevii acelor ani pe C. Noica, I. Moisil,  A. Elian.
„Cei 24 de bacalaureați ai anului 1927 sunt realizatorii unei deosebite performanțe școlare: Liceul ”Spiru Haret”  - București este ”clasificat întâiul pe țară”, cum citim în Raportul Comitetului Școlar. Individual, meritele cele mai mari revin absolventului Mușat I. Ioan (9.20 la bacalaureat).
Această performanță o reia în 1937 șeful promoției 1929- 1937, Gheorghe Florian, premiant întâi pe clasă în toți cei opt ani de liceu. Din nefericire, acest spirist celebru, în plină afirmare profesională, va muri într-o închisoare comunistă.”
”Între democrație și totalitarism” se poate intitula etapa sinuoasă a evoluției liceului după marea performanță a lui Gh. Florian. De la instaurarea  monarhiei autoritare până la instituționalizarea comunismului, Liceul ”Spiru Haret” ”crește” și ”descrește”. ”Crește” prin respectarea tradiției haretiene , ”descrește” pe măsură ce apar atentatele la multiculturalismul său tradițional, la diversitatea etnică și religioasă cunoscută. Din 1941, datorită războiului, structura etno-demografică a liceului suferă modificări, unii dintre elevii și profesorii acelor vremuri fiind nevoiți, din păcate, să plece la alte școli. Evenimentele din epocă sunt urmate de sosirea unui val de elevi din Basarabia, Bucovina și Transilvania, toți fiind înconjurați cu simpatie și înțelegere de către profesorii liceului. De asemenea vin și profesori de peste Prut.
Din 1944 până în 1948, învață la ”Spiru Haret” elevi proveniți din toate straturile sociale.
În august 1948, întreg învățământul românesc este organizat după ”modelul sovietic”. Contractele cadrelor didactice sunt anulate, fiind realizate noi angajări având ca scop epurarea de ”elementele” considerate ”nesigure” ori ”ostile”.”Reforma” din 1948 este urmată de modificarea structurii demo-sociale din vechiul liceu. ”Originea sănătoasă” propulsează profesori secundari în rândurile cadrelor didactice universitare. ”Mișcarea” de personal are loc și în sens invers uneori, benefică pentru liceeni.
În numele ”ateismului” sărbătoarea liceului, ”Ziua Absolventului”, este mutată de la 12 Decembrie la 2 decembrie.
Proletcultiștii din domeniul educație dovedesc că sunt departe de un minim spirit critic, numele lui Spiru Haret fiind ”coborât” de pe frontispiciul liceului. În acel an începe să funcționeze în localul vechilor spiriști Liceul seral nr. 3 ”I.C. Frimu”.
Concomitent elevii ”spiriști” sunt risipiți prin  alte licee din București. În localul din strada Italiană ajung ”lăzăriști”, care formează, treptat, Liceul de băieți nr. 9.
Din anul școlar 1954-1955, denumirea instituțională este Școala Medie nr. 12.
Abia în anul 1965 se reia denumirea tradițională: Liceul ”Spiru Haret” București. De asemenea ca inițiativă a  d-nei director Aurelia Teodorescu, din 1968 se reîncepe editarea revistei ”Vlăstarul”, care nu mai apăruse din 1943.
Din anul școlar 1972-1973 este redus numărul liceelor teoretice, fiind create ”licee de specialitate”, căutate ”chipurile” de elevii clasei a VIII a. Cu toate că nu exista o infrastructură educațională corespunzătoare noului profil, școala devine Liceul de electrotehnică nr. 5 ”Spiru Haret”. Datorită eșecului demersurilor de a menține vechea tradiție, aceeași d-nă Aurelia Teodorescu renunță la funcția de conducere.  
În următoarele decenii liceul are o evoluție complexă dar contradictorie, fiind pe de-o parte păstrător al unui brand în educație, dar cunoscând și momente de reflux.
Ca eveniment pozitiv se poate semnala seria de simpozioane și expoziții omagiale organizată în 1976, cu prilejul comemorării a 125 de ani de la nașterea lui Spiru Haret. Cu acest prilej Comisia Internațională pentru Denumiri Selenare a Uniunii Internaționale a Astronomilor ”înscrie”, pe harta Lunii, numele lui Spiru Haret  dat unui crater de pe fața nevăzută a satelitului natural al planetei noastre.
Printre cauzele ”refluxului”se pot aminti și structurile instituționale care funcționează în localul liceului: școala profesională și cea de maiștri.
După 1990 se revine la structura și denumirea tradițională a liceului, fiind reînnodate tradițiile întrerupte. Se reia publicarea revistei ”Vlăstarul”, se adoptă 12 Decembrie ca sărbătoare a liceului sub denumirea tradițională de Ziua Absolventului.
Oficial, la 15 februarie 2000, Liceul Teoretic ”Spiru Haret” devine Colegiul Național ”Spiru Haret” – București, ca urmare a inițiativei d-nului director Adrian Pascu. Această nouă etapă a evoluției instituției este caracterizată prin diversificarea activității tradiționale., dar nu lipsesc nici elementele noi.
”Tradiționalul” este ilustrat prin structură, reînființându-se gimnaziul pe lângă liceu.
Dintre elementele noi se pot aminti: accentuarea procesului de descentralizare prin organizarea de concursuri pentru titularizarea cadrelor didactice, inițierea și derularea de proiecte privind reabilitarea, consolidarea și modernizarea infrastructurii educaționale.
În liceu se derulează diverse proiecte locale, naționale și internaționale, care antrenează un număr mare de elevi și cadre didactice.
Una dintre inițiativele recente  este organizarea anuală, începând cu 2008, a Concursului național de matematică ”Laurențiu Panaitopol”, în colaborare cu Societatea de Științe Matematice din România, Institutul de Matematică al Academiei Române și Inspectoratul Școlar al Municipiului București.
În data de 5 septembrie 2013 Colegiul Național ”Spiru Haret” devine colegiu centenar, cu drepturi depline în Asociația Colegiilor Centenare.

## Absolvenți notabili
O listă cu absolvenții notabili poate să fie gasită aici: http://www.cnshb.ro/absolventi

## Legături externe
- Colegiul Național "Spiru Haret"